# Келлі Ейотт
Келлі Енн Ейотт (англ. Kelly Ann Ayotte; нар. 27 червня 1968, Нашуа, Нью-Гемпшир) — американський політик. Сенатор США з січня 2011 року, член Республіканської партії.
У 1990 році Ейотт отримала ступінь бакалавра у галузі політології в Університеті штату Пенсильванія, потім диплом юриста у 1993 році в Університеті Вілланова. Працювала юристом і прокурором у Нью-Гемпширі, перш ніж стати генеральним прокурором штату (2004–2009).
Ейотт перемогла демократа Пола Ходса на виборах у 2010. У виборчій кампанії вона отримала значну підтримку від декількох видних республіканців, зокрема Сари Пейлін і Джона Маккейна.